# کنستانتیوس سوم
کنستانتیوس سوم با نام کامل فلاویوس کنستانتیوس (به لاتین: Flavius Constantius) (درگذشتهٔ ۲ سپتامبر ۴۲۱) برای مدت کوتاهی امپراتور روم غربی به طورمشترک با هونوریوس در ۴۲۱ بود.

## زندگینامه
کنستانتیوس از اهالی نایسوس (نیش امروزی در صربستان) واقع در استان موئسیا بود. او فرماندهی ارشد سپاه هونوریوس، امپراتور روم غربی (حکومت: ۳۹۳-۴۲۳) را برعهده داشت و در ۴۱۱ توانست کنستانتین سوم را که مدعی تاج و تخت امپراتوری شده بود در آرلات (آرلامروزی در فرانسه) سرنگون سازد. او سپس به ایتالیا رفت و در ۴۱۲ موفق شد تا ویزیگوت‌های تحت فرمان آتولف را از این شبه‌جزیره بیرون رانده و آنها را مجبور به عقب‌نشینی به سمت گل (سرزمین) نماید. در ۴۱۳ او شورش هراکلیانوس در آفریقا را سرکوب کرد و به ایتالیا بازگشت.
در همین دوران آتولف به منظور معامله با رومیان یکی از مدعیان امپراتوری در گل به نام ژووینوس را شکست داد. اما ازدواج او در ۴۱۴ با گالا پلاچیدیا، خواهر ناتنی هونوریوس که طی حملهٔ آلاریک به رم در ۴۱۰ گروگان گرفته شده بود، خشم کنستانتیوس سوم را که خود برای ازدواج با او نقشه داشت برانگیخت. آتولف همچنین بعدتر دست‌نشاندهٔ خود پریسکوس آتالوس را که پیشتر امپراتور دست‌نشاندهٔ آلاریک در ایتالیا بود، امپراتور گل ساخت.
کنستانتیوس سوم در ۴۱۵ به گل لشکر کشید و ویزیگوت‌ها را مجبور به عقب‌نشینی به اسپانیا کرد. آتالوس دستگیر و در خیابان‌های رم چرخانده شد و آتولف نیز به قتل رسید. والیا، برادر آتولف و جانشین او، گالا پلاچیدیا را به کنستانتیوس سوم تحویل داد و او برخلاف میلش در یکم ژانویهٔ ۴۱۷ با کنستانتیوس ازدواج کرد. یک دختر به نام یوستا گراتا هونوریا (زادهٔ ۴۱۶ یا ۴۱۷) و یک پسر به نام والنتینیان (بعدتر امپراتور والنتینیان سوم، زادهٔ ۴۱۹) حاصل این ازدواج بودند.
هونوریوس در ۸ فوریه ۴۲۱، کنستانتیوس سوم را با اعطای عنوان آگوستوس به امپراتوری مشترک با خود در روم باختری برگزید و گالا پلاچیدیا نیز به آگوستا ارتقاء مقام یافت. با این وجود تئودوسیوس دوم، امپراتور روم شرقی، هرگز او را به رسمیت نشناخت. کنستانتیوس سوم تنها ۷ ماه پس از رسیدن به مقام امپراتوری بر اثر بیماری در ۲ سپتامبر ۴۲۱ درگذشت.